# Los veinticuatro ejemplos de piedad filial

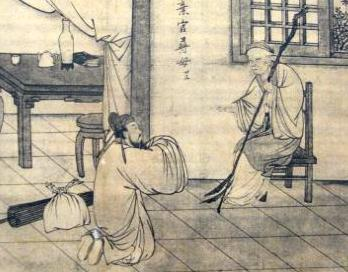
Ilustración de una reimpresión de 1846; Zhu Shouchang se reencuentra con su madre después de cincuenta años.

Los veinticuatro ejemplos de piedad filial, también traducido como Los veinticuatro parangones de piedad filial (en chino: 二十四孝), es un texto clásico confuciano sobre piedad filial escrito por Guo Jujing (郭居敬) durante la dinastía Yuan (1260–1368). El texto fue extremadamente influyente en el Extremo Oriente medieval y durante siglos se utilizó para enseñar los valores morales confucianos.

## Autoría
El texto es generalmente atribuido a Guo Jujing (郭居敬) pero otras fuentes sugieren otros dos posibles autores o editores: Guo Shouzheng (郭守正) y Guo Juye (郭居業).

## Historia
Algunas de las historias de Los veinticuatro ejemplos de piedad filial fueron tomadas de otros textos como el Xiaozi Zhuan (孝子傳), Yiwen Leiju, Taiping Yulan y el Soushen Ji.
Un texto budista bianwen titulado Ershisi Xiao Yazuowen (二十四孝押座文), el cual se encontró entre los manuscritos descubiertos en Dunhuang en las Cuevas de Mogao, es el más antiguo texto relacionado con Los veinticuatro ejemplos de piedad filial. Durante la dinastía Song del sur, el artista Zhao Zigu (趙子固) dibujó una pintura, Ershisi Xiao Shuhua Hebi (二十四孝書畫合璧), sobre Los veinticuatro ejemplos de piedad filial. Durante la Dinastía Yuan, el erudito Xie Yingfang (謝應芳) mencionó en Gui Chao Ji (龜巢集) que un tal Wang Dashan (王達善) una vez alabó Los veinticuatro ejemplos de piedad filial y el Clásico de la Piedad Filial. Durante la Dinastía Qing, Wu Zhengxiu (吳正修) mencionó en Ershisi Xiao Gu Ci (二十四孝鼓詞) que Los veinticuatro ejemplos de piedad filial era muy conocido.
Después de la publicación de la obra, ediciones revisadas del texto y otros trabajos similares fueron publicados. Algunos de estos incluyen: Riji Gushi Daquan Ershisi Xiao (日記故事大全二十四孝; Historias del diario completo de Los veinticuatro ejemplos filiales), Nü Ershisi Xiao (女二十四孝; Veinticuatro ejemplos de piedad filial femeninos), y Nan Nü Ershisi Xiao (男女二十四孝; Veinticuatro ejemplos de piedad filial femeninos y masculinos).
El filólogo Yang Bojun mencionó el desarrollo de la obra en Jingshu Qiantan (經書淺談). Después de que el libro fuera compilado por Guo Shouzheng durante la dinastía Yuan, una nueva edición ilustrada con dibujos de Wang Kexiao (王克孝) fue publicada, y esto hizo el libro aún más popular. A finales de la dinastía Qing, Zhang Zhidong y otros editaron y expandieron el libro y lo lanzaron como Bai Xiao Tu Shuo (百孝圖說; Cien historias ilustradas de piedad filial).

## Evaluación
El concepto de piedad filial ha jugado un papel muy importante en la cultura china desde muy antiguo. También existió una tradición de duelo filial, en que una persona tenía que dejar de lado temporalmente todo lo que estuviera haciendo cuando sus padres morían, y llorarles tres años. Había refranes como "Cuando un gobernante quiere que un súbdito muera, el súbdito debe morir; cuando un padre quiere que un hijo muera, el hijo debe morir", y "Un súbdito leal debe ser buscado en una familia con hijos filiales".
Sin embargo, en la China moderna, algunas historias de Los veinticuatro ejemplos de piedad filial son consideradas como ejemplos negativos. Estas historias incluyen el ejemplo extremo de Guo Ju decidiendo matar a su hijo de modo que pueda prescindir de su consumo alimentario para alimentar a su madre. Los ejemplos ahora vistos negativamente también incluyen las historias en que el protagonista se daña a sí mismo en el proceso de cumplir la piedad filial, como Wu Meng dejando que los mosquitos chupen su sangre en la esperanza de que no molestarían a sus padres, y Wang Xiang desnudo sobre el hielo para derretirlo de modo que pueda coger un pez para su madre.
Hay algunas historias que son fuertemente criticadas e incluso consideradas contrarias a los principios confucianos. Un ejemplo es la historia de Cai Shun siendo premiado por los rebeldes Cejas Rojas por su piedad filial. La historia pinta a los rebeldes bajo una luz positiva cuando de hecho violaron la virtud confuciana de lealtad al país. Otro ejemplo es la historia de Laolaizi comportándose de una manera infantil para divertir a sus padres. El escritor moderno Lu Xun dijo que la historia es un insulto "a los antiguos, y una mala influencia para las generaciones futuras".

## Los ejemplos
| #  | Título                                                                    | Protagonista            | Marco histórico                                    | Resumen breve |
| -- | ------------------------------------------------------------------------- | ----------------------- | -------------------------------------------------- | --- |
| 1  | Su piedad filial mueve cielo y tierra (孝感动天; 孝感動天)                | Emperador Shun (舜)     | Época de los Tres augustos y cinco emperadores     | Esta historia se desarrolla durante la infancia de Shun, un mítico gobernante chino. La madre de Shun murió cuando él era muy joven así que su padre se volvió a casar y tuvo otro hijo con la madrastra de Shun. Shun siguió siendo filial hacia su padre, respetó a su madrastra y amaba a su medio hermano a pesar de que intentaron matarle. Su piedad filial conmovió a los dioses que lo protegieron de cualquier daño e hicieron que los animales lo ayudaran en sus tareas agrícolas diarias. |
| 2  | Probó la medicina de su madre (亲尝汤药)                                  | Liu Heng (劉恆)         | Dinastía Han Occidental                            | Liu Heng (Emperador Wen de Han) era conocido por su piedad filial hacia su madre, la Emperatriz viuda Bo. Cuando esta enfermó, él la cuidó personalmente y prestó especial atención a sus necesidades. Cuando la medicina le fue servida, insistió en probarla primero para asegurarse de que fuera segura para ella. |
| 3  | Sintió dolor en su corazón cuando su madre se mordió un dedo (啮指痛心)   | Zeng Shen (曾參)        | Primaveras y Otoños                                | Zeng Shen nació en una familia pobre y era conocido por su piedad filial. Una vez, cuando estaba recogiendo leña, algunos visitantes aparecieron en su casa. Su madre se mordió un dedo esperando que él notara algo y regresara a casa aprisa. Como esperaba, Zeng sintió un dolor agudo en su corazón y creyó que algo había pasado a su madre, así que volvió a a casa inmediatamente. Su madre le contó el motivo cuando regresó. Los huéspedes lo alabaron por su piedad filial. |
| 4  | Obedeció a su madre y llevó ropa fina (单衣顺母)                          | Min Sun (閔損)          | Primaveras y Otoños                                | La madre de Min Sun murió pronto así que su padre se volvió a casar y tuvo otros dos hijos. Min Sun era maltratado por su madrastra pero él nunca le guardó rencor. Durante el invierno, su madrastra preparaba un abrigo de fibras de caña para él, pero preparaba abrigos de algodón para sus medio hermanos. Un día, Min siguió a su padre y lo instruyó para conducir un carro de mano. Sin embargo, como el abrigo era demasiado delgado, Min fue incapaz de soportar el frío así que temblaba y era incapaz de centrarse en la tarea. Accidentalmente, causó que el transporte quedara atascado en una cuneta. El padre de Min se puso furioso y empezó a golpearlo hasta que su ropa se rasgó y salieron las fibras de caña. Fue entonces que el padre de Min se dio cuenta de que su hijo estaba siendo maltratado. Estaba tan enojado que quería echar de casa a la madrastra de Min. Sin embargo, Min le suplicó a su padre que perdonara a su madrastra, diciendo, "Si ella se queda, solo yo padezco. Pero si la echas, mis hermanos y yo padeceremos". La madrastra de Min se sintió tan conmovida, que se arrepintió de sus acciones y nunca volvió a maltratar a Min.                                                                  |
| 5  | Llevaba arroz para sus padres (为亲负米)                                  | Zhong You (仲由)        | Primaveras y Otoños                                | Zhong You nació en una familia pobre. Cuando era joven, a menudo viajaba lejos de su casa y llevaba un saco de arroz para alimentar a sus padres. Solo comía vegetales silvestres. Muchos años más tarde, cuando se convirtió en un funcionario importante y rico en el Estado Chu, sus padres ya habían muerto. A menudo recordaba su pasado y lamentaba, "Ya no puedo comer verduras silvestres y llevar arroz para mis padres". |
| 6  | Alimentó a sus padres con leche de cierva (鹿乳奉亲; 鹿乳奉親)            | Tan Zi (郯子)           | Primaveras y Otoños                                | Los ancianos padres de Tan Zi estaban perdiendo el sentido de la vista y creían que la leche de cierva les podría curar. Al oír esto, Tan Zi se cubrió con la piel de un ciervo y consiguió acercarse a una cierva para obtener su leche. Repitió el proceso todos los días. Una vez, un cazador lo confundió con un ciervo real y casi lo mata, pero Tan Zi se reveló y le explicó la situación al cazador. |
| 7  | Se acicaló para divertir a sus padres (戏彩娱亲)                          | Laolaizi (老萊)         | Primaveras y Otoños                                | Laolaizi era un ermitaño que vivió en el Estado Chu. Era conocido por ser muy filial hacia sus padres. Incluso en la mediana edad, él todavía se vestía con ropa de colores brillantes, jugaba con juguetes y se comportaba de manera infantil para divertir a sus padres y mantenerlos felices. |
| 8  | Se vendió a sí mismo para el funeral de su padre (卖身葬父)               | Dong Yong (董永)        | Dinastía Han Oriental                              | Dong Yong perdió a su madre a temprana edad así que vivía con su padre, que también murió no mucho tiempo después. Como no podía proporcionarle a su padre un funeral apropiado, Dong se vendió a sí mismo como esclavo a un hombre rico, que pagó el funeral de su padre. Un día, conoció a una mujer sin hogar y se casó con ella. Ella lo ayudó a tejer trescientos rollos de seda en un mes. Dong vendió la seda y utilizó el dinero para comprar su libertad. En el camino de regreso a casa, la mujer reveló que era en realidad la hija del Emperador Celestial y había sido enviada a la Tierra para ayudar a Dong a recuperar su libertad. Ella entonces regresó al Cielo ya que su tarea estaba completa. El nombre de la ciudad de Xiaogan en Hubei, significa La piedad filial mueve [al Cielo] (孝 行 感 天 孝行感天), y procede de la historia de Dong Yong. |
| 9  | Enterró a su hijo por su madre (为母埋儿)                                 | Guo Ju (郭巨)           | Dinastía Han Oriental                              | Guo Ju vivía con su madre, mujer e hijo. Era conocido por ser muy filial hacia su madre. Sin embargo, su familia era pobre y Guo estaba preocupado cuando se dio cuenta de que el suministro alimentario de su familia era insuficiente para alimentar a cuatro personas. Después de hablar con su mujer, tomaron la dolorosa decisión de enterrar vivo a su hijo, de modo que tendrían una boca menos que alimentar. También sentía que él y su esposa podrían tener otro niño de nuevo, pero no podría recuperar a su madre si la perdía. Mientras Guo cavaba, descubrió una pila de oro y una nota que decía que el oro era un regalo del Cielo para él. Con el oro, Guo pudo mantener a toda su familia. |
| 10 | La fuente borboteaba y las carpas saltaban fuera (涌泉跃鲤)               | Jiang Shi (姜詩)        | Dinastía Han Oriental                              | Jiang Shi y su esposa era ambos muy filiales hacia su madre. Vivían a cierta distancia del río. Sin embargo, como a la madre de Jiang le gustaba beber agua del río y comer peces capturados en el río, a la pareja no le importaba recorrer una larga distancia diariamente para recoger agua y coger un pez para complacerla. Cuando la madre de Jiang dijo que prefería más compañía, la pareja invitó a sus vecinos a unirse a ellos durante las comidas. Un día, debido al mal tiempo, la esposa de Jiang no regresó a tiempo de su viaje al río. Jiang creyó que había sido irrespetuosa con su madre por hacerla esperar, así que la ahuyentó enojado. La esposa de Jiang se quedó en la casa de un vecino y pasó la noche tejiendo ropa para su suegra, y pidió a los vecinos que la ayudaran a entregarla al día siguiente. Cuando la madre de Jiang supo la verdad, ordenó a su hijo que trajera a su nuera a casa. El día que la esposa de Jiang regresó, una fuente brotó de repente delante de la casa y el agua sabía exactamente como el agua del río. Además, dos carpas también saltaban fuera de la fuente todos los días. Desde entonces, Jiang y su mujer ya no necesitaron viajar hasta el río para recoger agua y coger un pez. |
| 11 | Recogió moras para su madre (拾椹供亲; 拾椹供親)                          | Cai Shun (蔡順)         | Dinastía Xin / Dinastía Han Oriental               | Cai Shun perdió a su padre cuando era muy joven así que vivía con su madre, hacia quien era muy filial. Durante aquel tiempo caótico, el precio de los alimentos era alto y Cai y su madre comían moras para sostenerse. Un día, mientras Cai Shu recogía moras, encontró a los rebeldes Cejas Rojas, que le preguntaron por qué separaba las moras negras y rojas y las colocaba en cestas diferentes. Cai respondió que las negras (que son dulces) eran para su madre mientras las rojas (que son ácidas) eran para él. Los rebeldes quedaron impresionados por su piedad filial y le dieron un poco arroz y una pezuña de vaca. |
| 12 | Talló figuras de madera de sus padres para servirlos (刻木事亲; 刻木事親) | Ding Lan (丁蘭)         | Dinastía Han Oriental                              | Ding Lan quedó huérfano a temprana edad, pero extrañaba tanto a sus padres que talló unas figuras de madera a su semejanza y las trató como si estuvieran vivos. Un día, cuando Ding estaba fuera, su esposa, por curiosidad, utilizó una aguja para pinchar una de las figuras. Para su sorpresa, la figura empezó a sangrar. Cuando Ding regresó a casa, vio la figura sangrando y fluyendo lágrimas de sus ojos, así que preguntó a su mujer qué había pasado. Después de conocer la verdad, estaba tan enojado que se divorció de su mujer y la echó fuera. |
| 13 | Escondió naranjas para su madre (怀橘遗亲)                                | Lu Ji (陸績)            | Dinastía Han Oriental                              | Cuando Lu Ji tenía seis años, su padre Lu Kang lo llevó a visitar a Yuan Shu. Yuan les regaló mandarinas. Lu tomó dos y las escondió en su manga. Mientras Lu y su padre se despedían, las naranjas de repente rodaron fuera de su manga. Yuan rio y dijo "Viniste como invitado. Debes esconder las naranjas del anfitrión cuando te vayas?". Lu respondió "A mi madre le gustan las mandarinas, así que quería llevárselas a casa para que ella las probara". Yuan quedó muy impresionado con la piedad filial de Lu. |
| 14 | Se esforzó por mantener a su madre (行佣供母; 行傭供母)                   | Jiang Ge (江革)         | Dinastía Han                                       | Jiang Ge cargó a su madre a la espalda y la cuidó en el camino mientras viajaban desde Linzi a Xiapi. Cuando encontraron salteadores en el viaje, Jiang les suplicó entre lágrimas que lo perdonaran a él y a su madre. Los bandidos quedaron tan conmovidos por la piedad filial de Jiang que lo perdonaron a él y a su madre, y le señalaron una ruta de viaje segura para él. En Xiapi, Jiang trabajó duro para asegurarse de que su madre pudiera vivir cómodamente. |
| 15 | Abanicó la almohada y calentó la manta (扇枕温衾; 扇枕溫衾)               | Huang Xiang (黃香)      | Dinastía Han Oriental                              | Huang Xiang perdió a su madre con nueve años así que vivía con su padre y era muy filial hacia él. Durante el verano, Huang abanicó la almohada para asegurarse de que su padre pudiera dormir cómodamente por la noche. En invierno, se envolvía con la manta de su padre para calentársela. |
| 16 | Llora en la tumba de su madre cuando oye truenos (闻雷泣墓)               | Wang Pou (王裒)         | Tres Reinos                                        | La madre de Wang Pou temía el sonido del trueno cuando vivía. Después de su muerte, siempre que Wang oía un trueno, corría a su tumba para abrazar su lápida y consolarla. |
| 17 | Alimentó a los mosquitos con su sangre (恣蚊饱血; 恣蚊飽血)               | Wu Meng (吳猛)          | Dinastía Jin                                       | Wu Meng era conocido por su piedad filial desde niño. Su familia era pobre y no podía proporcionarse mosquiteras. Durante las noches de verano, Wu se desnudaba y se sentaba cerca de las camas de sus padres para dejar que los mosquitos chuparan su sangre en la esperanza de que no molestarían a sus padres. |
| 18 | Se tendió sobre el hielo para buscar carpas (卧冰求鲤)                    | Wang Xiang (王祥)       | Dinastía Han Oriental / Periodo de los Tres Reinos | La madre de Wang Xiang murió cuando él era joven. A su madrastra le desagradaba y a menudo hablaba mal de él delante de su padre, lo que resultó en ir perdiendo el amor de su padre. Sin embargo, Wang seguía siendo filial hacia ellos y personalmente los cuidó mientras estaban enfermos. Una vez, durante el invierno, la madrastra de Wang sintió deseo de carpa. Wang viajó hasta el río congelado, se desnudó, y se tendió sobre la superficie helada. El hielo se derritió y Wang fue capaz de coger dos carpas para su madrastra. |
| 19 | Luchó con un tigre para salvar a su padre (扼虎救亲; 扼虎救親)            | Yang Xiang (楊香)       | Dinastía Jin                                       | Cuando Yang Xiang tenía catorce años, una vez fue con su padre para cosechar los cultivos. Un tigre apareció de repente y atacó a su padre. En su desesperación, Yang saltó sobre el tigre e intentó estrangularlo con sus manos. El tigre soltó a su padre y escapó. |
| 20 | Lloró y el bambú brotó (哭竹生笋; 哭竹生筍)                               | Meng Zong (孟宗)        | Dinastía Han Oriental / Periodo de los Tres Reinos | El padre de Meng Zong murió cuando era joven así que vivía con su madre. Una vez, cuando su madre estaba enferma, el médico le sugirió que tomara una sopa hecha con brotes frescos de bambú. Sin embargo, era invierno por lo que no había brotes de bambú. Desesperado, Meng fue solo al bosque de bambúes y lloró. Justo entonces, oyó un ruido fuerte y vio brotes de bambú emergiendo de la tierra. Estaba tan feliz que los recogió, fue a casa y preparó la sopa para su madre. Se recuperó de su enfermedad después de beber la sopa. |
| 21 | Probó las heces de su padre y se preocupó por su padre (尝粪忧心)         | Yu Qianlou (庾黔婁)     | Dinastía Qi del Sur                                | Yu Qianlou fue nombrado magistrado del Condado de Chanling. Un día, después de haber ocupado el cargo menos de diez días, de repente tuvo la sospecha de que algo había pasado en casa, así que dimitió y fue a su casa. Allí supo que su padre estaba gravemente enfermo desde hacía dos días. El médico le dijo que la manera de comprobar la condición de su padre era probar sus heces. Si eran amargas, significaba que su padre estaba bien. Yu entonces probó las heces de su padre y encontró que eran dulces, así que se preocupó mucho. Por la noche, rogó a los dioses y expresó su disposición a morir en lugar de su padre. Sin embargo, su padre murió unos días más tarde. Yu enterró a su padre y lo lloró tres años. |
| 22 | Ella amamantó a su suegra (乳姑不怠)                                      | Madam Tang (唐夫人)     | Dinastía Tang                                      | Madam Tang era la abuela de un jiedushi llamado Cui Shannan (崔山南), así que esta historia probablemente tuvo lugar durante la niñez de Cui. La bisabuela de Cui, Madam Zhangsun, era muy anciana y ya había perdido todos sus dientes. Madam Tang cuidó de su suegra y la amamantó durante años. Cuando Madam Zhangsun estaba en su lecho de muerte, llamó a todos los miembros de su familia y les dijo, "Nunca podré pagar la bondad de mi nuera. Solo espero que todos la tratéis tan bien como ella me trató a mí". Después de que Cui creció, siguió las palabras de su bisabuela y trató a su abuela amablemente. |
| 23 | Renunció a su carrera oficial para buscar a su madre (弃官寻母)           | Zhu Shouchang (朱壽昌)  | Dinastía Song                                      | Cuando Zhu Shouchang tenía siete años, su madre (la concubina de su padre) fue expulsada de casa por su madrastra (la esposa principal de su padre). Cuando creció, se convirtió en funcionario del gobierno y ocupó el cargo durante años. Extrañaba a su madre y esperaba reunirse con ella, incluso aunque nunca la había vuelto a ver en cincuenta años. Cuando recibió pistas de su paradero, dejó su carrera, viajó lejos en su búsqueda, y juró no darse por vencido hasta encontrarla. Finalmente se reunió con su madre, que ya tenía más de 70 años por entonces. |
| 24 | Lavó el orinal de su madre (涤亲溺器)                                     | Huang Tingjian (黃庭堅) | Dinastía Song del norte                            | Huang Tingjian era muy filial hacia su madre y la cuidó personalmente incluso después de convertirse en funcionario del gobierno. Incluso lavó el orinal de su madre. |